# Antônio da Silva Prado Júnior
Antônio da Silva Prado Júnior (São Paulo, 5 de abril de 1880 — 1955) foi um engenheiro, empresário e político brasileiro.
Formado pela Escola de Engenharia da Universidade de São Paulo, entrou para a vida política por ser filho do antigo prefeito do Município de São Paulo, conselheiro Antônio Prado. Durante o Governo Washington Luís exerceu o cargo de prefeito do então Distrito Federal, assumindo em novembro de 1926 e ficando no cargo até outubro de 1930. Vitoriosa a Revolução de 1930, Prado Júnior foi deposto e exilado. Foi também deputado estadual e diretor da Companhia Paulista de Estradas de Ferro.
Prado Júnior também foi um homem ousado e pioneiro em algumas conquistas brasileiras. Em 10 de agosto de 1907, em Paris, subiu com a esposa Eglantina Penteado e Eduardo Prado no balão Lutéce, pilotado por ninguém menos que Alberto Santos-Dumont, do qual era amigo. Entre 16 e 17 de abril de 1908, protagonizou, junto com outros companheiros (Clóvis Glicério, Bento Canavarro e Mário Cardim) e o conde Jacques Bouly de Lesdain, a primeira travessia automobilística de São Paulo, numa viagem de 36 horas entre a capital paulista e a cidade de Santos. Eles utilizaram um veículo francês Motobloc, de 36 cavalos vapor, enquanto o o conde Lesdain utilizou um automóvel Brasier 16/26HP. Esta história foi contada numa obra literária lançada durante as festividades do centenário desta viagem.
Em 1941, ajudou a fundar a Associação Brasileira para Prevenção de Acidentes (ABPA), no Rio de Janeiro, e foi seu primeiro presidente.
Casou-se com Eglantina Penteado em 19 de outubro de 1901 em São Paulo. Eglantina Penteado nasceu em 12 de outubro de 1883 e faleceu em 22 de abril de 1931, filha de Antonio Álvares Leite Penteado e Ana Paulina Lacerda Franco. O casal teve os seguintes filhos:
- Maria Helena da Silva Prado (São Paulo, 8 de setembro de 1902), que se casou em 13 de dezembro de 1920 em São Paulo, com Eduardo Mario da Silva Ramos, filho de Ernesto Rudge da Silva Ramos (descendente do barão de Antonina, João da Silva Machado), e Maria Chaves.
- Jorge da Silva Prado, que se casou com Marjorie Gage.

Prado Júnior foi fundador e presidente por vários anos do Club Athlético Paulistano e responsável por levar a equipe de futebol para a França onde fez uma excepcional campanha, encantando o público europeu.